# Скрипицино (Колышлейский район)
Скрипицино — село в Колышлейском районе Пензенской области России. Входит в состав Потловского сельсовета.

## География
Село находится в южной части Пензенской области, в пределах западного склона Приволжской возвышенности, в лесостепной зоне, на правом берегу реки Хопёр, на расстоянии примерно 10 километров (по прямой) к северо-западу от посёлка городского типа Колышлей, административного центра района. Абсолютная высота — 180 метров над уровнем моря.

### Климат
Климат характеризуется как умеренно континентальный, с тёплым летом и умеренно холодной продолжительной зимой. Средняя температура воздуха самого холодного месяца (января) составляет −13,2 °C; самого тёплого месяца (июля) — 17 °C. Годовое количество атмосферных осадков — 600 мм, из которых большая часть выпадает в тёплый период.

### Часовой пояс
Село Скрипицино, как и вся Пензенская область, находится в часовой зоне МСК (московское время). Смещение применяемого времени относительно UTC составляет +3:00.

## История
Основана до 1721 г. Названа по фамилии помещика. В 1747 г. – деревня Завального стана Пензенского уезда поручика Петра Тимофеевича Савелова (46 ревизских душ) и поручика лейб-гвардии Семеновского полка Ивана Александровича Протопопова (53), всего 99 ревизских душ. С 1780 г. — в составе Сердобского уезда Саратовской губернии. На карте уезда 1783 года д. Скрипицыно – на правом берегу Хопра. На карте Генерального межевания 1790 г. показана как д. Скрипицыно. В 1795 г. – сельцо Скрипицыно коллежского асессора Федора Николаевича Скрипицына с прочими владельцами, 79 дворов, 532 ревизских души. В 1811  г. также за Скрипицыными: коллежским асессором Федором и майором Павлом Николаевичами, их сестрами, девицами Александрой и Марией Скрипицыными; у них 332 души мужского пола, всех угодий 4459 десятин, в том числе усадебной под сельцом – 49. У Федора Скрипицына имелся двухэтажный каменный дом с большим садом, а у Павла Скрипицына – 2 деревянных одноэтажных дома (1829 г.). У Федора работала на Хопре водяная мельница на 4 постава и 2 толчеи, смалывавшая в год до 3 тыс. четвертей хлеба и приносившая ему доход до 1 тыс. рублей. Вторая мельница (Павла Скрипицына) стояла на плотине оврага Березового и приносила в год дохода 400 руб. На месте помещичьей усадьбы долго сохранялась могильная плита с надписью «дева Скрипицына». Перед отменой крепостного права сельцо Скрипицыно «с деревнями» показано за помещиком В.П. Скрипицыным, у него 468 ревизских душ крестьян, 12 ревизских душ дворовых людей, 191 тягло (барщина), у крестьян 109 дворов на 45 дес. усадебной земли, 1569 дес. пашни, 450,9 дес. сенокоса, 73,4 дес. выгона, у помещика 2919 десятин удобной земли, в том числе 478 дес. леса и кустарника, сверх того 122,4 дес. неудобной земли. В 1911 г. – село Черкасской волости Сердобского уезда Саратовской губернии, 119 дворов, земское двухклассное училище (в 1916 г. – 88 учеников и 2 учителя).
С 1928 года село являлось центром сельсовета Колышлейского района Балашовского округа Нижне-Волжского края (с 1939 года — в составе Пензенской области). В 1953 г. – центральная усадьба колхоза имени Сталина. В 1980-е годы — в составе Потловского сельсовета.

## Население
| 1747 | 1795  | 1859 | 1897 | 1911 | 1926 | 1939 |
| ---- | ----- | ---- | ---- | ---- | ---- | ---- |
| 198  | ↗1064 | ↘490 | ↗539 | ↗729 | ↗898 | ↘272 |
| 1959 | 1979  | 1989 | 1996 | 2002 | 2010 |      |
| ↗301 | ↘155  | ↘114 | ↘109 | ↗147 | ↘106 |      |

### Национальный состав
Согласно результатам переписи 2002 года, в национальной структуре населения русские составляли 76 % из 147 чел.